# GGS Pestalozzi (Lüdenscheid)
Die Gemeinschaftsgrundschule Pestalozzi befindet sich im Südosten des Lüdenscheider Stadtzentrums. Sie wurde im Jahr 1897 als Ostschule gegründet. Es werden zurzeit etwa 215 Schüler in 9 Klassen von 12 Lehrkräften unterrichtet und im Halb- und Ganztagsbetrieb von 7 Personen betreut. Eine Sozialpädagogische Fachkraft unterstützt insbesondere die Arbeit der Integration und der Förderung. Namensgeber der Schule ist der Schweizer Pädagoge und Sozialreformer Johann Heinrich Pestalozzi.

## Geschichte
Die 1897 gegründete Ostschule war als Volksschule mit acht Jahrgängen und Ganztagsunterricht konzipiert. Im Schuljahr 1898/99 betrug die Schülerzahl 629 bei sieben Klassen, durchschnittlich also 90 Schüler je Klasse. Nach dem Zweiten Weltkrieg, 1946/47, erreichte die Schülerzahl den Höchststand, bedingt durch Flüchtlinge. Es wurden 18 Klassen mit insgesamt 1250 Schülern und etwa elf Lehrern gebildet. Dies war nur durch Schichtbetrieb, wechselweise vor- und nachmittags, möglich. Am 2. Februar 1946 erhielt die Schule den Namen Pestalozzischule. 1968/69 verschwand der Begriff Volksschule und sie wurde zur Grundschule mit neun Klassen, 353 Schülern und sieben Lehrern. In diesem Jahr werden auch die ersten griechischen und türkischen Schüler in den Aufzeichnungen erwähnt. In den 1980er Jahren sank die Zahl der Schüler auf etwa 230, die dann bis heute relativ konstant blieb. 1992/93 erreichte die Anzahl der Ausländischen-/Spätaussiedlerkinder mit 120 den Höchststand. Ab 1996 wurde muttersprachlicher Ergänzungsunterricht in Arabisch und Griechisch erteilt. Im Jahre 2001 erhielt die Schule eine eigene Turnhalle mit zwei neuen Klassenräumen, die barrierefrei erreicht werden können. Zurzeit wird herkunftssprachlicher Unterricht in Türkisch und Griechisch angeboten. Ein Lernstudio für die individuelle Förderung von Kindern der ersten Klassen ergänzt das Angebot.
Im Schuljahr 13/14 werden die 218 Kinder in neun Klassen unterrichtet. Die Schule wird von Rektorin Barbara Vulic und Konrektorin Verena Sager geleitet.

## Aktuell
Die Grundschule feierte im April 1997 ihren 100. Geburtstag.
Sie ist eine multinationale Schule, an der Kinder aus mehr als 10 Nationen unterrichtet werden. Insgesamt sind es ca. 218 Jungen und Mädchen, davon mehr als die Hälfte mit einem Migrationshintergrund.
Alle zwei Jahre wird im Wechsel mit einer Projektwoche ein Schul- oder Stadtteilfest veranstaltet. Seit dem Beginn des Schuljahres 2005/06 bietet die Schule 36 Betreuungsplätze in der offenen Ganztagsschule (OGT) an. Die Halbtagsbetreuung (HT) (= verlässliche Grundschule von 07:30 bis 13:15 Uhr) besteht mit bis zu 28 Plätzen schon seit 1997. Die Ganztagsbetreuung (OGT) bietet Frühaufsicht ab 7:30 Uhr, Mittagstisch in der Mensa, Hausaufgabenbetreuung, Sprachförderung und  Kreativ- und Sportangebote an Nachmittagen bis 16:00 Uhr.
Diverse Schülerarbeitsgemeinschaften (auch jahrgangsübergreifend) sind eingerichtet.
Förderverein, Schulpflegschaft und Kollegium widmen sich aktuell dem Thema „Verhaltenstraining“, hierfür wurde extra ein Trainingsraum eingerichtet.

## Zusammenarbeit
Die Schule arbeitet mit 2 Elternvereinen zusammen:
1. Förderverein der Pestalozzischule
2. Betreuungsverein der Pestalozzischule

Zwei Sportvereine kooperieren:
1. TV Friesen mit Vereinsbüro in der Turnhalle
2. LTV (Abteilung Volleyball-VCL)

## PC und Internet
Schon 1997 wurden PC-Arbeitsplätze in den Medienecken der Klassenräume eingerichtet. Seit 1998 hat die Schule ihre eigene Homepage und seit 2000 ist sie eine der ersten Grundschulen in NRW mit Internetzugang und Intranet.
Mittlerweile verfügen alle Klassen über einen eigenen Internetzugang. Die Computer-AG arbeitet an 5 Rechnern im Serverraum. Auch die Schulverwaltung, das Sekretariat, der Hausmeister, die Betreuungsangebote (HT und OGT) und das Lehrerzimmer sind vernetzt.

## Partnerschule
Seit dem Jahr 2000 besteht eine Partnerschaft mit dem Gymnasio Thira (Griechenland/Insel Santorin). Es bestanden jedoch schon Jahre zuvor Verbindungen zu der Schule.
Kurz vor den Sommerferien 2006 bemühte sich die Schule um eine Schulpartnerschaft in Australien: St John’s Primary School in Clifton Hill. Die ersten Brief- und E-Mail-Kontakte fanden anlässlich der Fußballweltmeisterschaft statt. Diese Partnerschaft wurde von der Brighouse-Society vermittelt.